# (8732) Champion
(8732) Champion est un astéroïde de la ceinture principale.

## Description
(8732) Champion est un astéroïde de la ceinture principale. Il fut découvert le 8 décembre 1996 à Geisei par Tsutomu Seki. Il présente une orbite caractérisée par un demi-grand axe de 2,29 UA, une excentricité de 0,09 et une inclinaison de 4,7° par rapport à l'écliptique.

## Compléments